# Klaus-Peter Kruber
Klaus-Peter Kruber (* 12. August 1944 in Koblenz) ist ein deutscher Wirtschafts- und Politikdidaktiker.

## Leben
Von 1964 bis 1969 studierte er Volkswirtschaftslehre an der Universität Bonn (1969 Diplom-Volkswirt). Von 1969 bis 1972 war er wissenschaftlicher Assistent (Verwalter) an der Universität Erlangen-Nürnberg. Nach der Promotion 1973 (Dr. rer. pol.) in Bonn war er von 1972 bis 1975 wissenschaftlicher Assistent an der Universität Wuppertal. 1975 wurde er Professor für Wirtschaft/Politik an der PH Kiel. Seit 1994 ist er Professor für Wirtschaft/Politik und ihre Didaktik an der Christian-Albrechts-Universität zu Kiel (2009 pensioniert). Von 1994 bis 1998 war er Vorsitzender der Deutschen Gesellschaft für ökonomische Bildung (DeGÖB), von 2010 bis 2016 Vorsitzender des Landesverbands Schleswig-Holstein der Deutschen Vereinigung für politische Bildung (DVPB).

## Schriften (Auswahl)
- Unternehmensgrößen und Wettbewerb auf wachsenden Märkten. Baden-Baden 1973, ISBN 3-7890-0064-7.
- Konsum und Arbeit. Eine Einführung in die Mikroökonomik für Lehrer und Lehramtsstudenten. München 1977, ISBN 3-497-00812-5.
- Didaktik der ökonomischen Bildung. Baltmannsweiler 1994 ISBN 3-87116-955-2.
- Hrsg.: Konzeptionelle Ansätze ökonomischer Bildung. Bergisch Gladbach 1997 ISBN 3-924985-25-1.
- Theoriegeschichte der Marktwirtschaft. Münster 2002, ISBN 3-8258-6288-7.
- Internationale Wirtschaftsbeziehungen. Braunschweig 2005, ISBN 3-14-116206-9.
- Hrsg. (mit J. Althammer, U. Andersen, J. Detjen); Handbuch ökonomisch-politische Bildung. Schwalbach/Ts 2007. ISBN 978-3-89974-363-0.